# Luna E-1 No.2
Luna E-1 No.2 (ou Luna 1958B) est la deuxième tentative d'envoi d'une sonde spatiale vers la Lune. Elle fait partie du programme soviétique Luna. Elle est lancée le 11 octobre 1958 mais explose en plein vol quelques minutes après son décollage et par conséquent n'atteint pas l'orbite terrestre. La sonde fait partie de quatre exemplaires identiques envoyés à la chaîne mais qui subissent tous des échecs, sauf le dernier, Luna 1, qui n'est qu'un échec partiel,.

## Objectif de la mission
La sonde Luna E-1 No.2 devait être la première Sonde spatiale à quitter l'influence terrestre en atteignant la Vitesse de libération de la Terre rejoindre la Lune. Elle était un Impacteur et donc devait s'écraser sur le sol lunaire. Lors de son trajet, elle devait prendre des mesures sur l'influence de la Terre sur la Lune.

### Déroulement de la mission
La sonde décolle du sol terrestre le 11 octobre 1958 à partir d'un lanceur de type Luna 8K72 du Cosmodrome de Baïkonour en Union des républiques socialistes soviétiques (actuel Kazakhstan). Cependant 102 seconde après son décollage, le premier étage de la fusée explose en plein vol, ce qui conduit à un échec total de la mission. Les débris créés à la suite de cette explosion iront s'écraser quelques centaines de kilomètres plus loin en Sibérie.

## Caractéristique
Luna E-1 No.2 est une parfaite copie de la future sonde Luna 1 qui elle réussit partiellement son objectif de mission, ou de celle de la première tentative d'envoi d'une sonde spatiale vers la Lune avec Luna E-1 No.1.
La structure de la sonde, qui pèse 361 kilogrammes, est constituée d'une sphère hermétique de 1,21 mètre de diamètre en aluminium et magnésium dans laquelle sont enfermés les instruments scientifiques, les batteries électriques qui fournissent l'énergie du bord, un système de télémétrie ainsi que le système de communication avec le sol. La sphère est remplie d'azote qui contribue à maintenir la température à une valeur acceptable pour l'électronique. Luna E-2 No.2 est dépourvue de tout système de propulsion. Les instruments comprennent un détecteur de micrométéorites, un compteur Geiger, un détecteur à scintillation, un magnétomètre mais aucune caméra. Cinq antennes sont situées sur un de ses hémisphères et les capteurs des instruments scientifiques dépassent à la surface de la sphère.